# Fernando Nicolas Oliva
Fernando Nicolas Oliva (ur. 26 września 1971) – argentyński piłkarz występujący na pozycji napastnika.

## Kariera klubowa
Od 1996 do 2001 roku występował w klubie Shimizu S-Pulse.